# صدمة حيوية
على الرغم من ان هذا المصطلح قد استخدم في بعض الأحيان بطرق أخرى، ففي الادب الطبي عادة ما تُعرف الصدمة الحيوية (biotrauma) على أنها استجابة التهابية شديدة تنتج في رئتي المرضى الذين يتنفسون عن طريق جهاز التنفس الصناعي الميكانيكي لفترة طويلة من الزمن. وقد صُيغ هذا المصلح في ورقة بحثية عام 1998من قبل ل. ن. تريمبلاي و أ. س. سلوتسكي، بعنوان الإصابة الناجمة عن التنفس الصناعي: من الصدمة الناجمة عن اختلاف ضغط الدم إلى الصدمة الحيوية. وكانت رسالة تلك الورقة البحثية أن الصدمة الناجمة عن اختلاف ضغط الدم ليست سوى واحدة من عدة أنواع من تلف الرئة التي يمكن أن ينتجها جهاز التنفس الصناعي.